# Hiperurikemija
Hiperurikemija je nenormalno povišanje koncentracije sečne kisline v krvi. Pri človeku je zgornja mejna vrednost krvne koncentracije sečne kisline 360 µmol/L (6 mg/dL) za ženske in 400 µmol/L (6.8 mg/dL) za moške.

## Vzroki
Povišane ravni sečne kisline povzročajo različni dejavniki, vključno z genetskim nagnjenjem, odpornostjo proti insulinu, povišanim krvnim tlakom, oslabelim ledvičnim delovanjem, debelostjo, prehrano, uporabo diuretikov in uživanjem alkohola. Med naštetimi je uživanje alkohola najpomembnejši vzrok.
Vzroki hiperurikemije se lahko uvrstijo v tri skupine:  povišana proizvodnja sečne kisline, zmanjšano izločanje sečne kisline ter vzroki mešanega tipa. Povišano proizvodnjo lahko povzročita visoka vsebnost purinov v prehrani in povečana presnova purinov. Zmanjšano izločanje je lahko posledica ledvičnih obolenj, nekaterih zdravil ter kompeticija za ekskrecijo med sečno kislino in drugimi molekulami. Med vzroke mešanega tipa uvrščamo visoke koncentracije alkohola in/ali fruktoze v krvi ter stradanje.

### Povišana proizvodnja
Hrana, bogata s purini, redko povzroči hiperurikemijo in sama ne more biti zadosten vzrok za njen pojav. Vsebnost purinov je v različnih vrstah hrane različna. Pri povzročanju povečane proizvodnje sečne kisline naj bi bila pomembnejša hrana, bogata s purinskima molekulama adeninom in hipoksantinom.
Hiperurikemija zaradi povišane proizvodnje sečne kisline je pogost zaplet po presaditvi organov.  Sindrom tumorske lize lahko povzroči zelo visoke ravni sečne kisline v krvi, ki pogosto vodijo v ledvično odpoved. Tudi Lesch-Nyhanov sindrom povezujejo z zelo visokimi krvnimi koncentracijami uratov.

### Zmanjšano izločanje
Hiperurikemijo zaradi zavrtega izločanja sečne kisline povzročajo predvsem zdravila iz skupine antiurikozurikov. Druga zdravila in snovi, ki delujejo na ta način, so še diuretiki, salicilati, pirazinamid, etambutol, nikotinska kislina, ciklosporin, 2-etilamino-1,3,4-tiadiazol ter citostatiki.
Gen SLC2A9 nosi zapis za beljakovino, ki pomaga pri izplavljanju sečne kisline iz ledvic. Določeni polimorfizmi posameznega nukleotida pomembno vplivajo na krvne koncentracije sečne kisline.
Ketogena dieta ovira zmožnost ledvic za izločanje sečne kisline zaradi kompeticije med sečno kislino in ketoni na prenašalnih beljakovinah.
Na ledvično funkcijo in posledično hiperurikemijo pomembno vpliva tudi povišana krvna koncentracija svinca, vendar vzročna povezava ni pojasnjena.

### Vzroki mešanega tipa
V to skupino sodijo dejavniki, ki izkazujejo oboje delovanje, torej povišano proizvodnjo in zavrto izločanje sečne kisline. 
Prekomerno uživanje alkohola je pomemben vzrok hiperurikemije. Proizvodnjo sečne kisline poviša s tem, da povzroči povišano nastajanje mlečne kisline in s tem laktično acidozo. Poviša tudi plazemsko koncentracijo hipoksantina in ksantina, ker pospeši presnovo adeninskih nukleotidov. Morda je tudi šibek zaviralec ksantinske dehidrogenaze. Nadalje, pivo vsebuje zaradi fermentacije purine. Etanol znižuje izločanje sečne kisline skozi ledvice, ker povzroča dehidracijo in v redkih primerih tudi ketoacidozo.
Hrana z visoko vsebnostjo fruktoze znatno doprinese k tveganju za hiperurikemijo. Povišane vrednosti sečne kisline so posledica produkta presnove fruktoze, ki deluje na presnovo purinov. Pride do  povečane pretvorbe ATP-ja v inozin in posledično v sečno kislino ter do povečane sinteze purinov.  Hkrati pa fruktoza tudi zavira izločanje sečne kisline zaradi kompeticije na prenašalni beljakovini SLC2A9. Učinek fruktoze na izločanje sečne kisline je izrazitejši pri posameznikih z dednim nagnjenjem za hiperurikemijo in putiko.
Pri stradanju začne telo presnavljati lastna tkiva, ki pa so bogata s purini. Tako pride, podobno kot pri s purini bogati prehrani, do povečane pretvorbe purinov v sečno kislino. Pri zelo nizko kalorični prehrani brez ogljikovih hidratov lahko nastopi zelo huda hiperurikemija. Stradanje tudi moti izločanje sečne kisline zaradi kompeticije s ketoni.

## Zdravljenje
Obarjanje kristalov sečne kisline in obratno tudi njihovo raztapljanje sta odvisna od koncentracije sečne kisline, pH-ja, koncentracije natrija in temperature. Zdravljenje temelji na teh parametrih. 

### Koncentracija
Po Le Chatelierevem načelu znažanje koncentracije sečne kisline v krvi povzroči raztapljanje kristalov v kri, iz katere se nato izloča skozi ledvice. Vzdrževanje nizke koncentracije sečne kisline preprečuje nadaljnje obarjanje novih kristalov. Če ima bolnik kronični protin (putiko) ali uratne tofe, lahko pride do obsežnega nalaganja uratnih kristalov v sklepih in drugih tkivih in v takih primerih je po navadi potrebno agresivno in dolgotrajno zdravljenje.
Najpogosteje uporabljana zdravila pri hiperurikemiji so dveh vrst: zaviralci ksantinske oksidaze in urikozuriki. Prvi znižajo proizvodnjo sečne kisline, tako da vplivajo na encim ksantinsko oksidazo, drugi pa povečajo izločanje sečne kisline skozi ledvice, saj zavrejo reabsorpcijo sečne kisline nazaj v kri. Pri bolnikih, ki so na hemodializi, lahko sevelamer znatno zmanjša krvne vrednosti sečne kisline, in sicer z adsorpcijo uratov v črevesju. Pri ženskah povezujejo kombinirane peroralne kontraceptive z znatnim znižanjem serumskih koncentracij sečne kisline.
Nemedikamentozno zdravljenje hiperurikemije vključuje dieto z nizko vsebnostjo purinov ter različna prehranska dopolnila. Vendar številni zdravniki menijo, da je omenjeni način zdravljena le malo učinkovit oziroma sploh neučinkovit. Uporabljale so se tudi litijeve soli, saj litij poveča topnost uratov.

### pH
Spreminjanje serumskega pH-ja ni ne enostavno ne varno. Zdravljenje na načelu spreminjanja pH-ja temelji zlasti na spreminjanju kislosti seča, s čimer se zmanjša tveganje za nastanek ledvičnih uratnih kamnov. Sredstva, ki lahko pomagajo pri naalkaljenju seča, so natrijev bikarnonat, kalijev citrat, magnezijev citrat in Shohlova raztopina (ki jo sedaj nadomeščajo z Bicitro). Zdravilo s podobnim učinkom je acetazolamid.

### Temperatura
Nizka temperatura je sprožilni dejavnik akutnega napada putike, kar je najverjetneje posledica odvisnosti obarjanje kristalov sečne kisline v tkivih pri nižjih temperaturah. Tako je eden od ukrepov preprečevanja napadov putike vzdrževanje okončin toplih; pomaga lahko tudi namakanje v topli vodi.

## Prognoza
Hiperurikemija lahko vodi v putiko in pri močnem povišanju koncentracij sečne kisline tudi do ledvične odpovedi. 